# گلومووو
گلومووو (به بلغاری: Glumovo) یک منطقهٔ مسکونی در بلغارستان است که در ایوالوفگراد واقع شده‌است.